# Le Nouvel Obs
Le Nouvel Obs (ursprünglich France Observateur; 1964 bis 2014 Le Nouvel Observateur; 2014 bis 2024 L’Obs) ist ein französisches Nachrichtenmagazin.

## Geschichte
Die Wochenzeitschrift enthält überwiegend Berichte über das politische, soziale und wirtschaftliche Geschehen in Frankreich und in der Welt. Sie wurde 1964 vom französischen Philosophen und Journalisten André Gorz gemeinsam mit dem Journalisten Jean Daniel gegründet.
Vorgänger der Zeitschrift war der 1950 von Claude Bourdet gegründete L’Observateur. Von 1954 bis 1964 erschien die Zeitschrift unter dem Titel France Observateur, bis 23. Oktober 2014 als Le Nouvel Observateur, seither kurz L’Obs. Das Blatt erscheint seit 1964 bei der Pressegruppe Claude Perdriel.
Der Nouvel Observateur war lange Zeit bei den Pariser Intellektuellen sehr beliebt. Als linkes Magazin gegründet, erfolgte Ende der 1970er Jahre eine Orientierung an der gemäßigten Linken. Währenddessen Amtszeit befürwortete der Nouvel Observateur Teile der Politik von François Mitterrand. Eine Geschichte über Abtreibung 1971 wurde zum Vorbild für die Stern-Schlagzeile Wir haben abgetrieben!.
Im Dezember 2011 wurde die Übernahme des Onlinemagazins Rue89 bekanntgegeben.
Seit dem 21. März 2024 lautet der Titel der Zeitschrift Le Nouvel Obs.

Entwicklung des Titel-Logos
Mai 2011 bis September 2013
Oktober 2014 bis März 2024
Seit März 2024

## Verbreitung
Der Nouvel Observateur galt 2007 als das zweitgrößte französische Nachrichtenmagazin. Seine bezahlte Auflage betrug 2015 nach Angaben der Alliance pour les chiffres de la presse et de médias (ACPM) 401.087 Exemplare, die verbreitete Auflage 417.398 Stück; damit lag die Zeitschrift auf Platz 20 der überregionalen französischen Wochenmagazine, knapp vor den Konkurrenten Le Point (26) und L’Express (29).